# Cumulus Hills
Le Cumulus Hills sono costituite da parecchi gruppi di colline rocciose antartiche prevalentemente libere dal ghiaccio, divise tra loro dal Ghiacciaio Logie. Sono delimitate a ovest dal Ghiacciaio Shackleton, a nord dal Ghiacciaio McGregor e a sud dal Ghiacciaio Zaneveld, nei Monti della Regina Maud, in Antartide.   
In varie occasioni era stato notato che la roccia esposta in quest'area dava luogo alla formazione di nubi a cumulo, il che è abbastanza raro in considerazione della loro bassa elevazione. 
La denominazione è stata assegnata dal gruppo sud della New Zealand Geological Survey Antarctic Expedition (1961–62) proprio a causa del formarsi di queste nubi.